# Lány 50 méteres hátúszás a 2010. évi nyári ifjúsági olimpiai játékokon
A 2010. évi nyári ifjúsági olimpiai játékokon az úszás lány 50 méteres hátúszás versenyszámát augusztus 18. és augusztus 19. között rendezték meg a Singapore Sports Schoolban.

## Előfutamok

### 1. Futam
| H  | P | Név                 | Nemzet        | Idő   | Mj |
| -- | - | ------------------- | ------------- | ----- | -- |
| 1. | 5 | Alekszandra Papusa  | Oroszország   | 29.64 | Q  |
| 2. | 6 | Isabella Arcila     | Kolumbia      | 30.05 | Q  |
| 3. | 4 | Klaudia Nazieblo    | Lengyelország | 30.07 | Q  |
| 4. | 3 | Siona Huxley        | Saint Lucia   | 30.86 | Q  |
| 5. | 2 | Kendese Nangle      | Jamaica       | 31.09 | Q  |
| 6. | 8 | Amel Melih          | Algéria       | 31.75 | Q  |
| 7. | 7 | Sylvia Tanya Atieno | Kenya         | 32.90 |    |
| 8. | 1 | Yanet Gerbremedhin  | Etiópia       | 38.96 |    |

### 2. Futam
| H  | P | Név                   | Nemzet        | Idő   | Mj |
| -- | - | --------------------- | ------------- | ----- | -- |
| 1. | 4 | Darina Zevina         | Ukrajna       | 29.79 | Q  |
| 2. | 5 | Sarah Rolko           | Luxemburg     | 30.26 | Q  |
| 3. | 6 | Lotta Nevalainen      | Finnország    | 30.32 | Q  |
| 4. | 3 | Juanita Barreto       | Kolumbia      | 30.48 | Q  |
| 5. | 2 | Monica Ramirez Abella | Andorra       | 30.80 | Q  |
| 6. | 7 | Anahit Barszegjan     | Örményország  | 32.79 |    |
| 7. | 1 | Rohane Crichton       | Nyugat-Szamoa | 35.30 |    |

### 3. Futam
| H  | P | Név                     | Nemzet           | Idő   | Mj |
| -- | - | ----------------------- | ---------------- | ----- | -- |
| 1. | 3 | Mathilde Cini           | Franciaország    | 29.70 | Q  |
| 2. | 5 | Lovisa Eriksson         | Svédország       | 29.71 | Q  |
| 3. | 4 | Jekatyerina Rudenko     | Kazahsztán       | 30.75 | Q  |
| 4. | 2 | Ting Chen               | Tajvan           | 30.88 | Q  |
| 5. | 7 | Adeline Shu Jian Winata | Szingapúr        | 31.43 | Q  |
| 6. | 1 | Karlene Theodora        | Holland Antillák | 33.03 |    |
| 7. | 6 | Daoheuang Inthavong     | Laosz            | 41.22 |    |

## Elődöntő

### 1. Futam
| H  | P | Név                 | Nemzet        | Idő   | Mj |
| -- | - | ------------------- | ------------- | ----- | -- |
| 1. | 4 | Mathilde Cini       | Franciaország | 29.22 | Q  |
| 2. | 5 | Darina Zevina       | Ukrajna       | 29.51 | Q  |
| 3. | 3 | Klaudia Nazieblo    | Lengyelország | 29.91 | Q  |
| 4. | 2 | Jekatyerina Rudenko | Kazahsztán    | 30.09 | Q  |
| 5. | 6 | Lotta Nevalainen    | Finnország    | 30.22 | Q  |
| 6. | 1 | Kendese Nangle      | Jamaica       | 30.91 |    |
| 7. | 7 | Siona Huxley        | Saint Lucia   | 30.98 |    |
| 8. | 8 | Amel Melih          | Algéria       | 31.82 |    |

### 2. Futam
| H  | P | Név                     | Nemzet      | Idő   | Mj  |
| -- | - | ----------------------- | ----------- | ----- | --- |
| 1. | 4 | Alekszandra Papusa      | Oroszország | 29.55 | Q   |
| 2. | 5 | Lovisa Eriksson         | Svédország  | 29.82 | Q   |
| 3. | 6 | Sarah Rolko             | Luxemburg   | 30.35 | Q   |
| 4. | 3 | Isabella Arcila         | Kolumbia    | 30.42 | SUB |
| 5. | 2 | Juanita Barreto         | Kolumbia    | 30.76 |     |
| 6. | 7 | Monica Ramirez Abella   | Andorra     | 30.82 |     |
| 7. | 1 | Ting Chen               | Tajvan      | 31.03 |     |
| 8. | 8 | Adeline Shu Jian Winata | Szingapúr   | 31.48 |     |

## Döntő
Lovisa Eriksson (SWE) visszalépett, helyette Isabella Arcila (COL) versenyzett.
| H     | P | Név                 | Nemzet        | Idő   | Mj |
| ----- | - | ------------------- | ------------- | ----- | -- |
| Arany | 4 | Mathilde Cini       | Franciaország | 29.19 |    |
| Ezüst | 5 | Darina Zevina       | Ukrajna       | 29.34 |    |
| Bronz | 3 | Alekszandra Papusa  | Oroszország   | 29.51 |    |
| 4.    | 6 | Klaudia Nazieblo    | Lengyelország | 29.57 |    |
| 5.    | 2 | Jekatyerina Rudenko | Kazahsztán    | 29.65 |    |
| 6.    | 1 | Sarah Rolka         | Luxemburg     | 30.17 |    |
| 7.    | 8 | Isabella Arcila     | Kolumbia      | 30.31 |    |
| 8.    | 7 | Lotta Nevalainen    | Finnország    | 30.35 |    |

## Fordítás
Ez a szócikk részben vagy egészben  a   Swimming at the 2010 Summer Youth Olympics – Girls' 50 metre backstroke című angol Wikipédia-szócikk fordításán alapul.  Az eredeti cikk szerkesztőit annak laptörténete sorolja fel. Ez a jelzés csupán a megfogalmazás eredetét és a szerzői jogokat jelzi, nem szolgál a cikkben szereplő információk forrásmegjelöléseként.